# سوف‌ماهیان
سوف‌ماهیان (به انگلیسی: Percidae) خانواده‌ای از ماهیان شکارچی مهاجم و گوشتخوار هستند که در آب‌های آزاد و لب‌شور نمیکرهٔ شمالی یافت می‌شوند. این خانواده شامل ۱۰ سرده و بیش از ۲۰۰ گونه است.